# Ebba Manneberg
Gertrud Ebba Elisabeth Manneberg, född 16 februari 1892 i Svinhult i Östergötland, död 3 juni 1958 i Kisa, var en svensk illustratör och målare.
Hon var dotter till prästen Carl Johan Manneberg och Gertrud Henriette Holmberg. Manneberg studerade vid Konsthögskolan 1920–1928 och var därefter verksam som illustratör; bland annat illustrerade hon några böcker ur serien Barnbiblioteket Saga.